# Carazolol
Carazolol (INN) is een niet-selectieve bètablokker die in de diergeneeskunde gebruikt wordt bij varkens. Het wordt toegediend voor de preventie en behandeling van tachycardie als gevolg van een overstimulatie van het sympathisch zenuwstelsel, dit is bij stress die optreedt bijvoorbeeld bij het transport van de dieren, bij inseminatie of partus. Het effect van carazolol is een vertraging van het hartritme.
De ATCvet-code is QC07AA90.
Carazolol is een tricyclisch difenylamine-derivaat. Het werd in de jaren '70 ontwikkeld door het Duitse Boehringer Mannheim GmbH. Het wordt onder meer verkocht onder de merknaam Suacron.